# Ctenocella pectinata
Ctenocella pectinata is een zachte koraalsoort uit de familie Ellisellidae. De koraalsoort komt uit het geslacht Ctenocella. Ctenocella pectinata werd in 1766 voor het eerst wetenschappelijk beschreven door Pallas. 